# Luther (Míchigan)
Luther es una villa ubicada en el condado de Lake en el estado estadounidense de Míchigan. En el Censo de 2010 tenía una población de 318 habitantes y una densidad poblacional de 132,16 personas por km².

## Geografía
Luther se encuentra ubicada en las coordenadas 44°2′20″N 85°40′59″O / 44.03889, -85.68306. Según la Oficina del Censo de los Estados Unidos, Luther tiene una superficie total de 2.41 km², de la cual 2.38 km² corresponden a tierra firme y (1.08%) 0.03 km² es agua.

## Demografía
Según el censo de 2010, había 318 personas residiendo en Luther. La densidad de población era de 132,16 hab./km². De los 318 habitantes, Luther estaba compuesto por el 95.91% blancos, el 0.31% eran afroamericanos, el 1.89% eran amerindios, el 0% eran asiáticos, el 0% eran isleños del Pacífico, el 0% eran de otras razas y el 1.89% pertenecían a dos o más razas. Del total de la población el 2.83% eran hispanos o latinos de cualquier raza.